# Rivière du Bras Coupé
Pour les articles homonymes, voir Bras Coupé.
La rivière du Bras Coupé est un affluent de la rivière Désert, coulant au nord de la rivière des Outaouais, dans le canton de Lytton, dans la municipalité de Montcerf-Lytton, dans la municipalité régionale de comté (MRC) de La Vallée-de-la-Gatineau, dans la région administrative de la Outaouais, au Québec, au Canada.
Ce cours d’eau coule entièrement dans une petite vallée en zone forestière. Cette zone est sans construction humaine.
La surface de la rivière du Bras Coupé est généralement gelée de la mi-décembre jusqu’à la fin mars. La foresterie constitue la principale activité économique.

## Géographie
La rivière du Bras Coupé prend sa source dans le canton de Lytton, à l’embouchure d’un lac du Bras Coupé (longueur : 12,4 km en forme de U ouvert vers le nord-est ; altitude : 228 m), dans la municipalité de Montcerf-Lytton. Le lac Pontiac constituant la tête de la rivière Pierreuse est situé au centre du lac du Bras Coupé en forme de U. Le sommet Sud-Est du U se prolonge par les lacs Laird (altitude : 229 m) et Blanc (altitude : 232 m). Le fond du U recueille les eaux de la décharge des lacs du Camp et Whitelaw, ainsi que la décharge du lac Mulligan et du Butor. Le sommet Nord-Ouest du U est rattaché à la Baie Demarest, formé en parallèle à cette branche du U.
Le lac du Bras Coupé chevauche les cantons du Maine (Nord-Ouest), de Lytton (Nord-Est), d’Angoumois (Sud-Ouest) et d’Égan (Sud-Est). L’embouchure de ce lac est située à 29,7 km au nord-ouest du centre-ville de Maniwaki, à 133 km au nord de la confluence de la rivière Gatineau et à 7,2 km au nord-ouest de la confluence de la rivière du Bras Coupé.
À partir de l’embouchure du lac du Bras Coupé (correspondant à la limite des cantons de Maine et de Lytton), la rivière du même nom coule sur 14,5 km, selon les segments suivants :
- 5,1 km vers le nord-est dans le canton de Lytton, en traversant le lac Desrivières (altitude : 226 m) sur 4,3 km, soit sa pleine longueur, jusqu’à la rive sud-ouest du lac Lytton ;
- 2,1 km vers le sud-est, en traversant le lac Lytton (altitude : 221 m), jusqu’à son embouchure ;
- 7,3 km en serpentant vers le sud-est et en formant une courbe vers le nord-est, jusqu’à la confluence de la rivière[2].

La rivière du Bras Coupé se déverse dans le canton de Lytton, dans un coude de rivière, sur la rive ouest de la rivière Désert ; après un parcours en serpentinant, cette dernière se déverse à son tour dans la rivière Gatineau à Maniwaki. Cette confluence de la rivière du Bras Coupé est située à :
- 0,6 km en amont de la confluence de la rivière Pierreuse ;
- 3,6 km en amont du hameau Chute-Rouge ;
- 22,9 km au nord de la confluence de la rivière Désert ;
- 25 km au sud de la Baie Mercier du Réservoir Baskatong ;
- 40,3 km à l'ouest du centre-ville de Mont-Laurier.

## Toponymie
Le nom de la rivière du Bras Coupé fait allusion à la forme particulière du lac du Bras Coupé, qui est la source de la rivière.  Le toponyme Rivière du Bras Coupé a été officialisé le 5 décembre 1968 à la Commission de toponymie du Québec.